# Les Incorruptibles (film)
Pour les articles homonymes, voir Les Incorruptibles.
Pour plus de détails, voir Fiche technique et Distribution.
Les Incorruptibles (The Untouchables) est un film policier américain réalisé par Brian De Palma et sorti en 1987. Le scénario s'inspire librement de la traque du célèbre mafieux Al Capone par l'agent Eliot Ness et ses « Incorruptibles », retranscrite par ce dernier dans ses mémoires, The Untouchables, publiées en 1957.
Le film met en scène Kevin Costner, Sean Connery, Charles Martin Smith, Andy García et Robert De Niro. Ce dernier incarne le puissant parrain de la pègre Al Capone. Au début des années 1930, en pleine prohibition, il règne en maître sur la ville de Chicago. Soudoyant élus municipaux et forces de l'ordre, il contrôle en toute impunité le trafic et la vente d'alcool. Kevin Costner incarne quant à lui un agent fédéral déterminé et intègre, Eliot Ness, dépêché sur place avec pour mission d'arrêter ses agissements illégaux. Pris à la gorge par la corruption ambiante, Ness recrute alors trois hommes de confiance, dont l'officier de police Jim Malone, afin de monter une brigade d'incorruptibles désireux de nettoyer Chicago du crime.
Le film est un succès critique et commercial. Il reçoit quatre nominations aux Oscars en 1988. Pour son rôle de Jim Malone Sean Connery obtient notamment l'Oscar du meilleur acteur dans un second rôle et le Golden Globe du meilleur acteur dans un second rôle.

## Synopsis
En 1930, Eliot Ness (Kevin Costner), jeune agent fédéral idéaliste, arrive à Chicago. Il a pour mission de mettre fin à l'empire criminel d'Al Capone (Robert De Niro). Ce dernier contrôle la ville grâce à un réseau de corruption qui s’étend des policiers aux politiciens. Ness organise un raid sur un entrepôt suspecté de stocker de l’alcool de contrebande. Mais l’opération tourne à l’humiliation : l’entrepôt est vide, et Ness comprend que des informations ont été divulguées. Pire encore, la presse se moque de lui, publiant une photo où il se tient devant des caisses remplies… d’ombrelles.
Cet échec le pousse à se rendre compte qu’il ne peut faire confiance à personne dans la police locale, gangrenée par la corruption.
Déterminé à trouver des alliés fiables, Ness rencontre par hasard Jim Malone (Sean Connery), un vieux policier d'origine irlandaise, caractérisé par son intégrité, son franc-parler et ses méthodes directes. Malone, bien que cynique sur les chances de Ness, accepte finalement de l’aider, mais le prévient que leur combat sera long et risqué. Ensemble, ils recrutent George Stone (Andy Garcia), un jeune policier d’origine italienne, excellent tireur et déterminé à ne pas sombrer dans la criminalité comme beaucoup de ses compatriotes à Chicago. Ils s'associent également à Oscar Wallace (Charles Martin Smith), un comptable fédéral chargé d’analyser les finances de Capone.
Ce groupe, surnommé « les Incorruptibles » (The Untouchables en anglais), se distingue par sa droiture et son engagement à ne pas céder à la corruption.
Grâce aux conseils de Malone, Ness et son équipe commencent à frapper Capone là où ça fait mal : ses opérations de contrebande d'alcool. Leur premier coup d'éclat se déroule à la frontière canadienne, où ils tendent une embuscade à un convoi de contrebande. Une fusillade éclate entre les hommes de Ness et ceux de Capone. La mission est un succès, et ils interceptent une importante cargaison d'alcool.
Malone enseigne à Ness une leçon cruciale : leur combat ne peut être gagné uniquement par des moyens légaux. Dans une scène marquante, Malone procède à un simulacre d'exécution sur le corps d'un homme abattu par Ness pour forcer un suspect à parler, soulignant que, face à des criminels comme Capone, il faut parfois user de méthodes non conventionnelles.
Les victoires des Incorruptibles attirent l’attention de Capone, qui décide de répliquer violemment. Les hommes de main du gangster assassinent des associés et multiplient les intimidations. Une scène emblématique montre Capone tuant l'un de ses lieutenants lors d’un banquet en fracassant son crâne à coup de batte de baseball, pour faire passer un message de loyauté absolue.
Pendant ce temps, Oscar Wallace découvre une faille majeure dans l’empire de Capone : il ne paie pas d’impôts, ce qui pourrait permettre de l’inculper pour évasion fiscale. Mais avant qu’il ne puisse exploiter cette découverte, Wallace est assassiné lors d’une attaque sanglante, où les hommes de Capone tendent une embuscade à son bureau. Cet événement ébranle profondément Ness, qui commence à douter de sa capacité à vaincre Capone.
Malone, fidèle à sa promesse de faire tomber Capone, part seul à la recherche de preuves. Cependant, il est pris en embuscade par Frank Nitti (Billy Drago), l’un des tueurs de Capone, et est mortellement blessé. Dans une scène déchirante, Malone, ensanglanté mais toujours déterminé, parvient à donner à Ness une information capitale avant de mourir : le comptable personnel de Capone, qui détient des preuves incriminantes, prendra un train pour quitter la ville.
Cette information mène à une confrontation spectaculaire dans la gare centrale de Chicago. Ness et Stone tendent une embuscade au comptable. La tension culmine dans une séquence inoubliable : un échange de tirs éclate sur un escalier en cascade, où une poussette contenant un bébé dévale les marches au milieu des balles. Ness parvient à capturer le comptable vivant, et Stone démontre son talent en abattant plusieurs hommes de main de Capone.
Le comptable est arrêté et accepte de témoigner contre son patron, fournissant les preuves nécessaires pour inculper Capone pour évasion fiscale.
Lors du procès d’Al Capone, il devient évident que même cette dernière étape est entachée par la corruption : le jury a été soudoyé. Cependant, Ness, toujours ingénieux, parvient à faire remplacer le jury en cours de procès, annulant ainsi l'influence de Capone. Ce stratagème conduit à la condamnation de Capone, qui est reconnu coupable d’évasion fiscale et condamné à 11 ans de prison. En marge du procès, Ness poursuit également Nitti, qu'il finit par tuer en le poussant dans le vide depuis le toit du tribunal.
Avec Capone emprisonné, l’empire criminel qu’il a construit s’effondre. Eliot Ness quitte Chicago, satisfait d’avoir accompli sa mission mais conscient que le système reste imparfait. Dans la scène finale, un journaliste demande à Ness ce qu’il compte faire si la Prohibition est levée. Ness répond simplement : « Je prendrai un verre. »

## Fiche technique
Sauf indication contraire, les informations mentionnées dans cette section peuvent être confirmées par la base de données cinématographiques IMDb,  présente dans la section « Liens externes ».

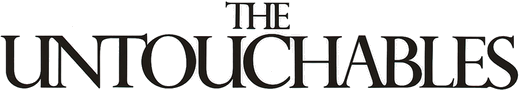
Logo original du film.

- Titre français : Les Incorruptibles
- Titre original : The Untouchables
- Réalisation : Brian De Palma
- Scénario : David Mamet, d'après le livre The Untouchables d'Eliot Ness, Oscar Fraley (en) et Paul Robsky
- Musique : Ennio Morricone
- Direction artistique : William A. Elliott
- Costumes : Marilyn Vance et Giorgio Armani[1]
- Photographie : Stephen H. Burum
- Son : Jim Tanenbaum
- Montage : Gerald B. Greenberg et Bill Pankow
- Production : Art Linson
  - Production associée : Ray Hartwick
- Société de production : Paramount Pictures
- Distribution :  Paramount Pictures,  United International Pictures
- Budget : 25 000 000 dollars[2]
- Pays de production :  États-Unis
- Format : couleurs (Technicolor) — 2,35:1 —  35 mm (filmé en Panavision) — son stéréo Dolby
- Genre : policier, thriller et historique
- Durée : 115 minutes
- Dates de sortie[3] :
  - États-Unis : 2 juin 1987 (avant-première à New York), 3 juin 1987 (sortie nationale)
  - France : 21 octobre 1987
- Affiche : Bill Gold (États-Unis)

## Distribution
Sauf indication contraire, les informations mentionnées dans cette section peuvent être confirmées par la base de données cinématographiques IMDb,  présente dans la section « Liens externes ».

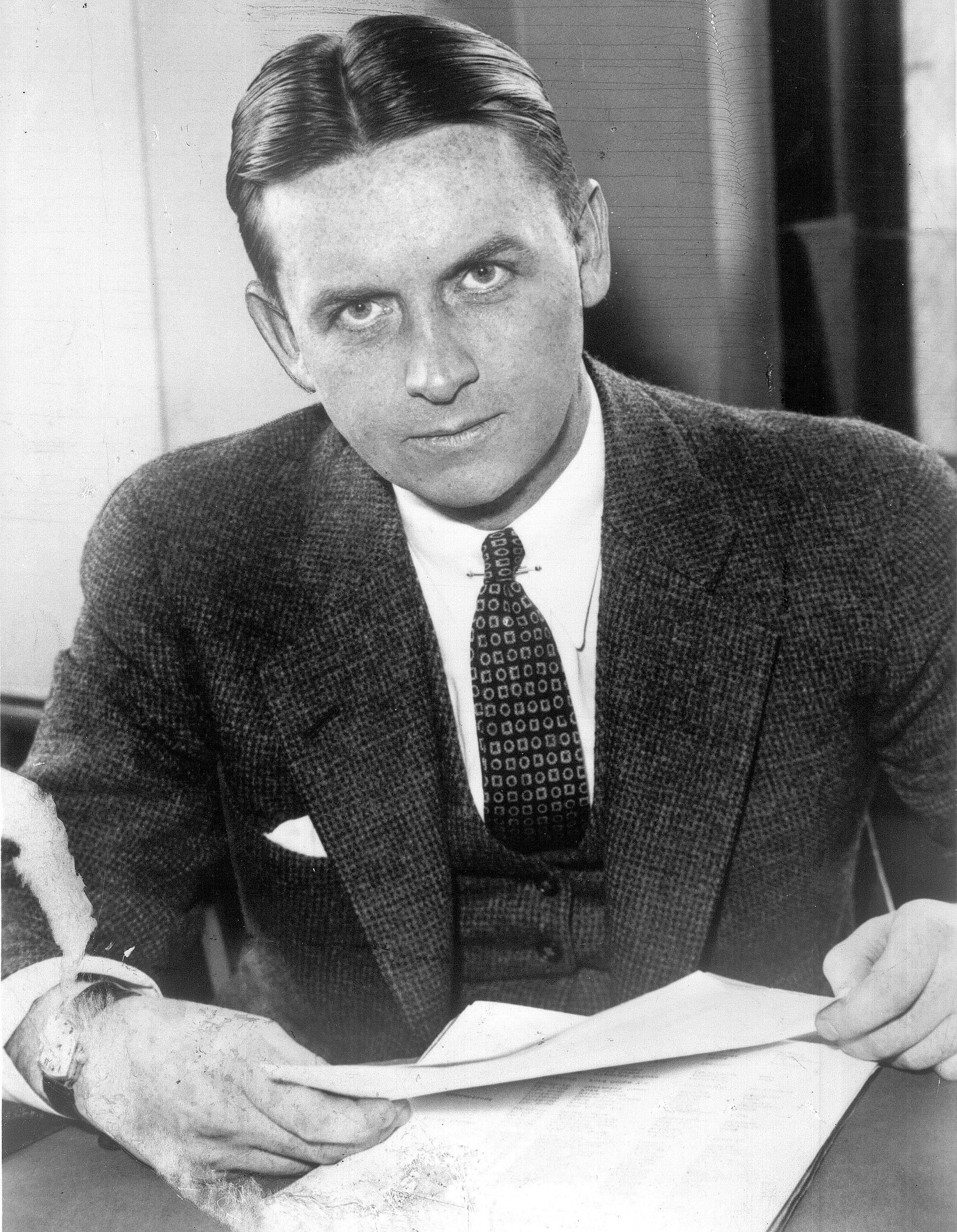
Le véritable Eliot Ness, chef des Incorruptibles.

- Kevin Costner (VF : Hervé Bellon) : Eliot Ness
- Sean Connery (VF : Jean-Claude Michel) : James « Jimmy » Malone
- Charles Martin Smith (VF : Vincent Violette) : Oscar Wallace
- Andy García (VF : Thierry Ragueneau) : George Stone / Giuseppe Petri
- Robert De Niro (VF : Jacques Frantz) : Al Capone
- Billy Drago (VF : Philippe Peythieu) : Frank Nitti
- Patricia Clarkson (VF : Marie-Martine Bisson) : Catherine Ness
- Richard Bradford (VF : Antoine Marin) : Mike Dorsett, le chef de la police
- Jack Kehoe (VF : Roger Crouzet) : Walter Payne, le comptable de Capone
- Brad Sullivan (VF : Jean-Claude Montalban) : George, le comptable de Capone
- Vito D'Ambrosio (VF : Mario Santini) : le tueur fou à la gare
- Steven Goldstein (VF : Emmanuel Jacomy) : Scoop, le journaliste qui suit Ness
- Peter Aylward (VF : Bernard Lanneau) : le lieutenant Anderson
- Don Harvey (VF : Éric Baugin) : l'officier Preseuski
- Robert Swan (VF : Pierre Hatet) : le capitaine de la police montée canadienne
- Tony Mockus Sr. (VF : Roland Ménard) : le juge
- Will Zahrn (VF : Renaud Marx) : l'avocat de Capone, mandataire de la Défense
- Del Close (VF : Marc de Georgi) : John O'Shea, le conseiller municipal
- Colleen Bade : Mme Blackmer
- Greg Noonan (VF : Marcel Guido) : Barry, le responsable du centre de tir
- Kevin Michael Doyle (VF : Philippe Peythieu) : Williamson, l'officier au stand de tir
- Sean Grennan : le cousin policier de Malone
- Aditra Kohl : la fille de Mme Blackmer
- Kaitlin Montgomery : la fille de Ness
- John J. Walsh : le propriétaire du bar explosé par Nitti
- Larry Viverito Sr. : le serveur italien
- Mike Bacarella : le gangster au manteau vert
- Michael P. Byrne : un employé du bureau de Ness
- Larry Brandenburg : un journaliste
- Chelcie Ross : un journaliste
- Sam Smiley : le fonctionnaire de justice blessé par Nitti
- Robert Miranda : le chef de gangster au Canada
- Valentino Cimo : le garde du corps de Capone battu par Ness
- Melody Rae : la femme à la poussette
- Clifton James (VF : Yves Barsacq) : le Procureur, représentant du ministère public (non crédité)
- John Barrowman : un passant (non crédité)

Sources et légende : Version française (VF) sur AlloDoublage et Voxofilm 

## Production

### Attribution des rôles

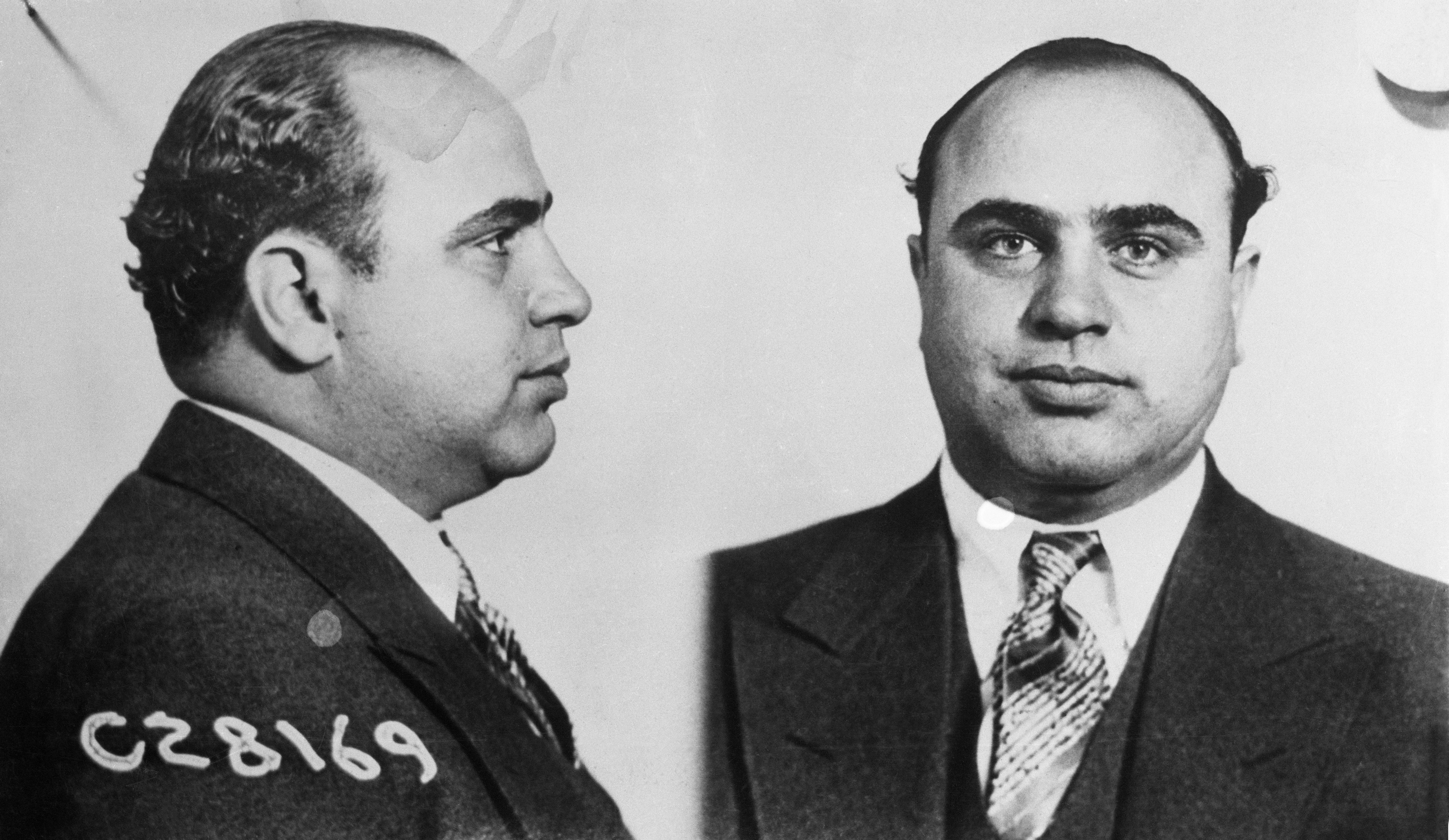
Photos d'Al Capone prises lors de son arrestation par la police de Chicago

Brian De Palma avait fait débuter Robert De Niro dans The Wedding Party (tourné en 1963 et sorti en 1969) puis l'avait dirigé de nouveau dans Greetings (1968)  et Hi, Mom! (1970). Il voulait absolument le comédien pour le rôle de Capone. Mais à cette période, De Niro s'est plus ou moins éloigné du cinéma et se concentre sur le théâtre. En outre, De Niro demandait une somme très importante (1 million de dollars) pour un rôle qui ne demandait que deux semaines de tournage. Les producteurs poussent alors le réalisateur à choisir un autre comédien. Bob Hoskins est alors engagé. Mais Brian De Palma insiste durant un entretien avec les producteurs : il veut absolument De Niro pour le rôle, quitte à augmenter le budget en conséquence, sinon il quitte tout simplement le projet. Il remplace alors Bob Hoskins, qui reçoit un dédommagement de 200 000 dollars.
Le comédien s'implique ensuite de tout cœur dans son personnage : il se rend en Italie, se nourrit uniquement de plats locaux, prend douze kilos en cinq semaines, ne fait appel à aucun maquillage, se rase le front pour lui ressembler, retrouve les tailleurs de costumes de Capone et leur commande des vêtements sur mesure identiques à ceux du truand.
Si l'ultimatum de De Palma pour avoir De Niro sur le film a été vu d'un mauvais œil par les producteurs, ces derniers ont pu constater par la suite que la performance de Robert De Niro en Al Capone valait finalement ce qu'elle avait coûté. Elle apportait un plus au film avec une « star » venant grossir le casting, ce qui ne manquerait pas d'attirer encore plus de monde, casting alors seulement constitué de Sean Connery (dont la carrière vient d'être relancée par Le Nom de la rose), et de Kevin Costner (qui n'a alors qu'un seul rôle principal à son actif, dans Silverado).
Ce film révèle au grand public Andy García et est considéré comme le premier blockbuster de Kevin Costner. Le rôle d'Eliot Ness avait pourtant été proposé d'abord à Tom Berenger, Jeff Bridges, Michael Douglas, Don Johnson, Mel Gibson, Harrison Ford, William Hurt, Jack Nicholson, Nick Nolte et Mickey Rourke, qui ont refusé. Quant au personnage de Malone, le premier choix était Gene Hackman.

### Tournage
Le tournage se déroule du 8 août 1986 à novembre 1986.

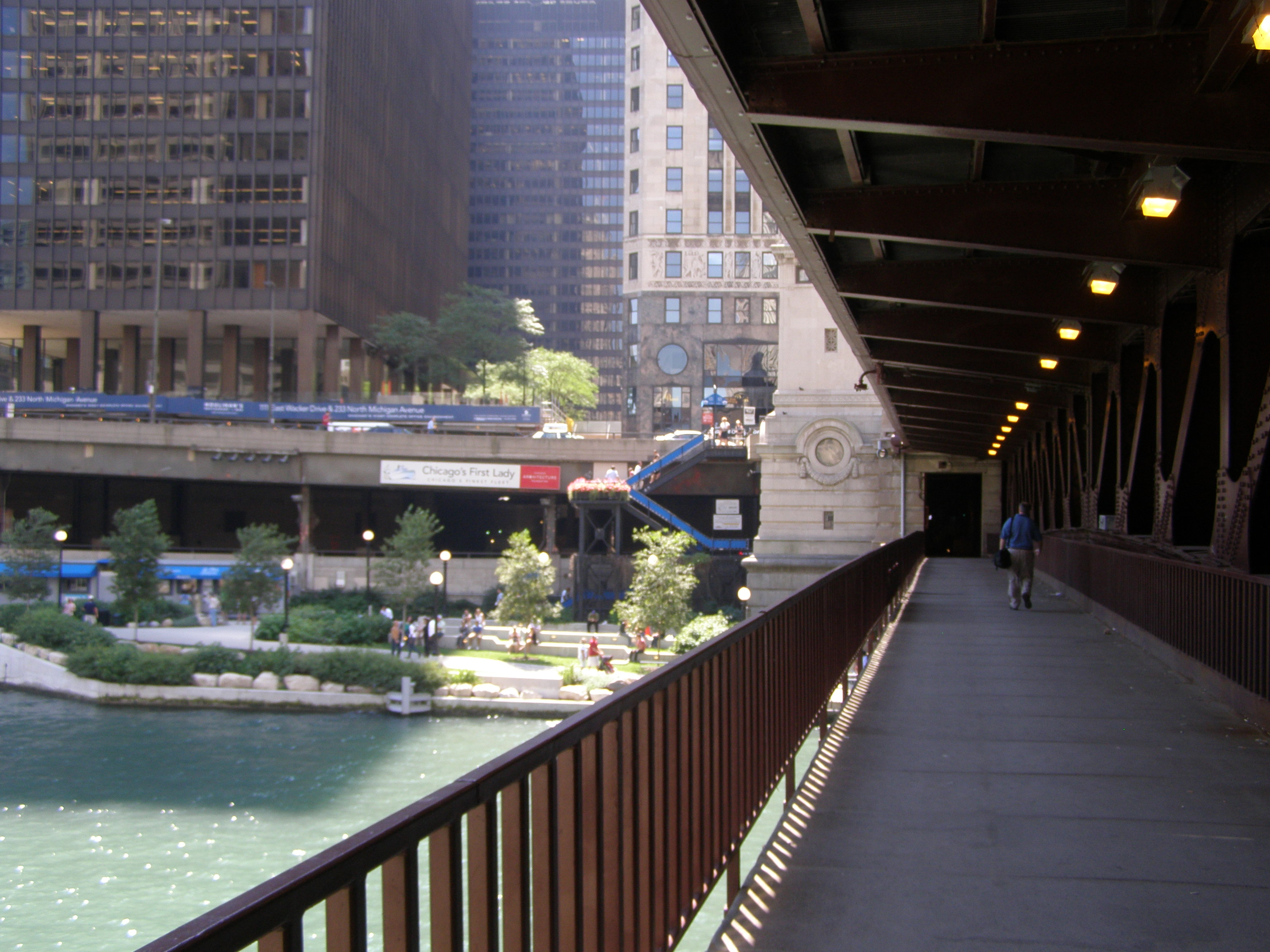
Passage piétonnier, sous le pont de Michigan Avenue où fut tournée la scène de la rencontre entre Ness et Malone
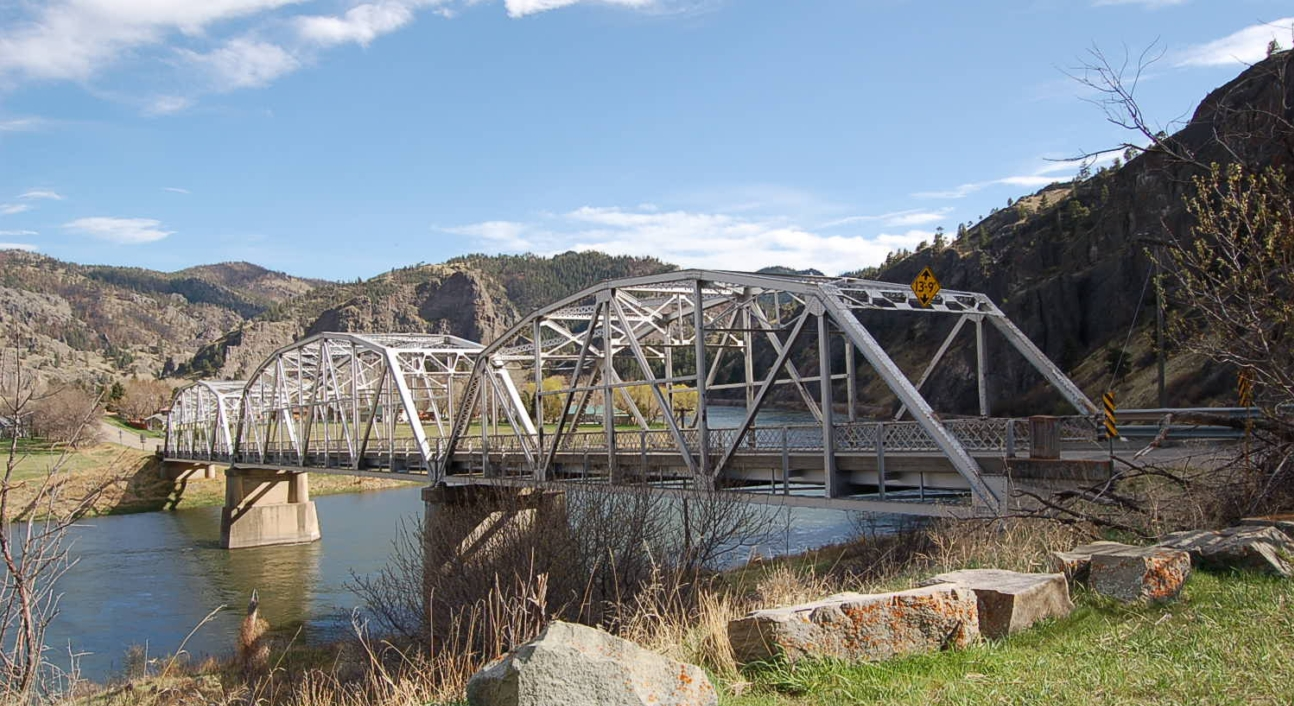
Le Hardy Bridge près de Cascade dans le Montana
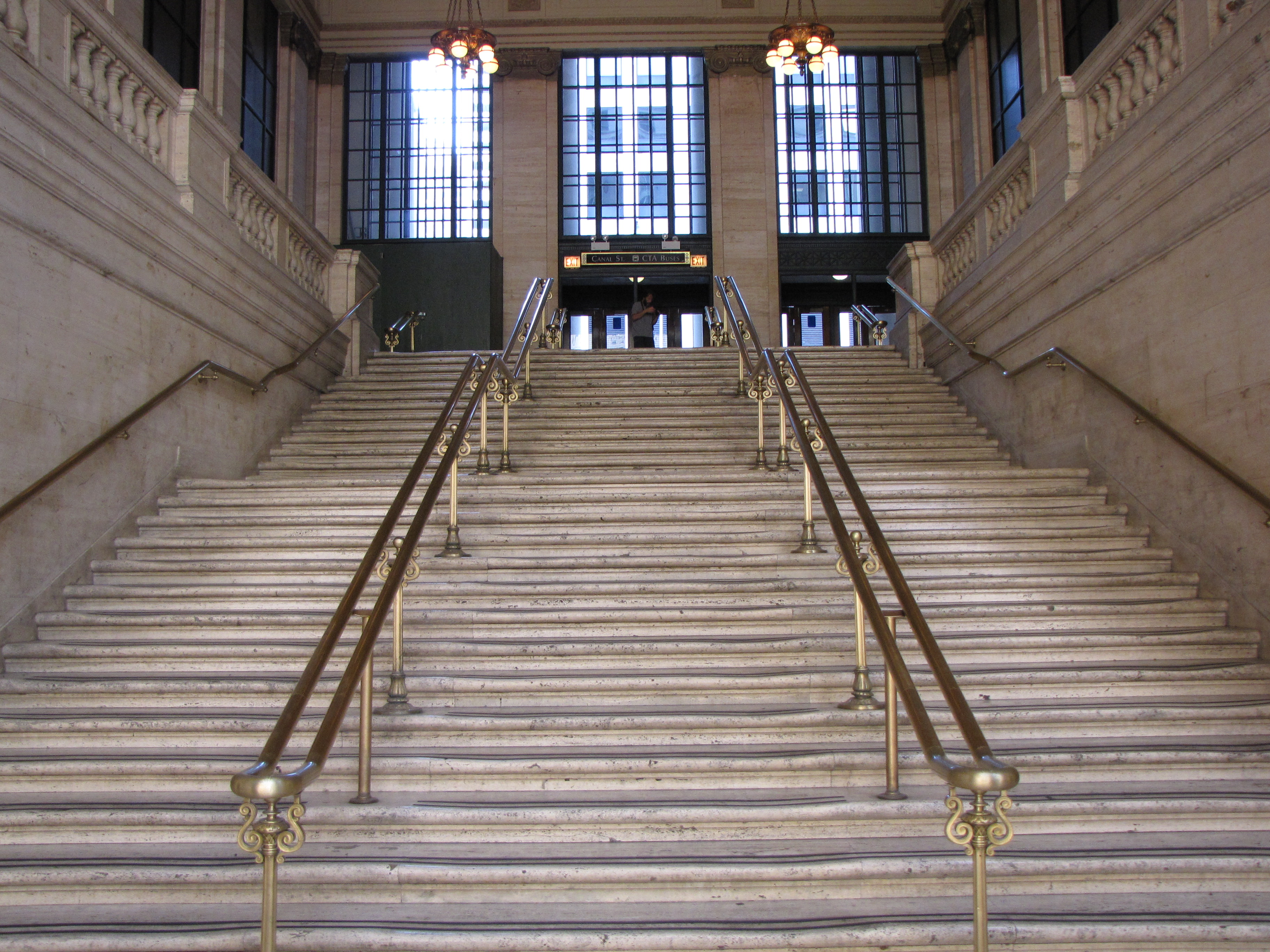
Les escaliers de la gare d'Union Station où fut tournée la scène du landau et de la fusillade.
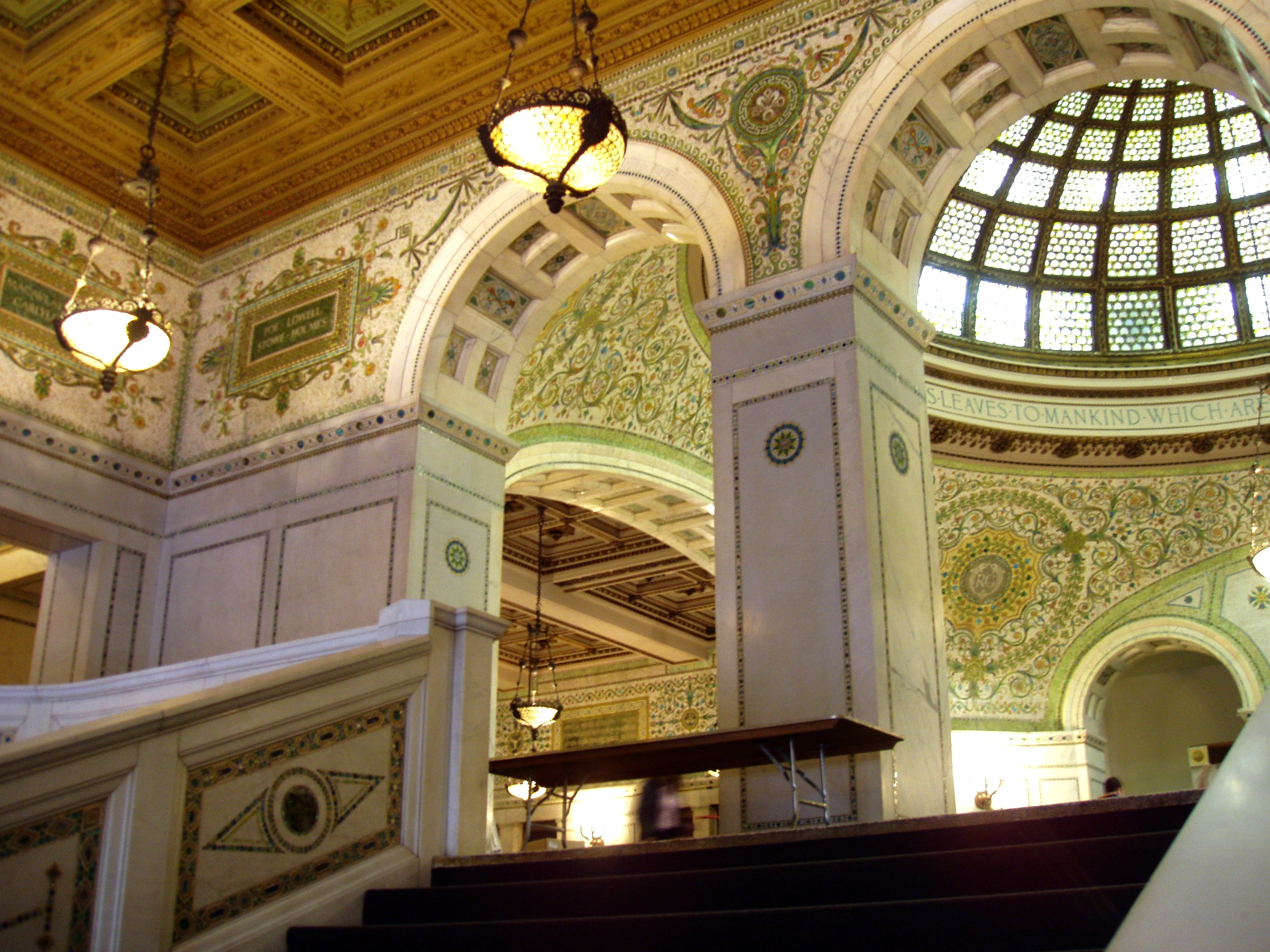
Le dôme en vitrail du Chicago Cultural Center où fut tournée la scène de la poursuite entre Ness et Nitti.

Lieux de tournage
- Great Falls ( Montana)

Hardy Creek Bridge (scène interception de la cargaison de whisky avec les Canadiens)
- Hardin ( Montana)
- Chicago ( Illinois)[9]

Blackstone Hotel - 636 South Michigan Avenue (scène de la batte de baseball)
Pont de Michigan Avenue - 333 Michigan Avenue (Ness rencontre Malone)
Basilique Notre-Dame-des-Douleurs - 3121 W. Jackson Boulevard (Malone à Ness : « Jusqu'où êtes-vous prêt à aller pour coincer Capone ? »)
Auditorium Building - 430 S. Michigan Avenue (Ness affronte Capone à son hôtel)
Chicago Theatre - 175 North State Street (Capone, en pleine extase devant son idole Caruso à l'Opéra)
Rookery Building - 209 South LaSalle Street (quartier général de l'équipe de Ness)
Union Station - Canal Street & Jackson Boulevard (scène du landau qui dévale les escaliers)
Chicago Cultural Center - 78 E. Washington Street (poursuite entre Ness et Nitti)
Chicago Board of Trade Building - 141 W. Jackson Boulevard (scène de fin).

### Musique
La musique du film est composée par Ennio Morricone.
Liste des titres
1. Untouchables (End Title) - 3:10
2. Al Capone - 2:55
3. Waiting at the Border - 3:46
4. Death Theme - 2:41
5. On the Rooftops - 2:33
6. Victorious - 2:09
7. The Man with the Matches - 2:46
8. The Strength of the Righteous (Main Title) - 2:26
9. Ness and His Family - 2:45
10. False Alarm - 1:12
11. The Untouchables - 3:04
12. Four Friends - 2:51
13. Machine Gun Lullaby - 7:02

L'opéra auquel assiste Al Capone est Pagliacci de Ruggero Leoncavallo, l'extrait entendu est Vesti la giubba.

## Accueil

### Accueil critique
Il reçoit un accueil critique favorable, recueillant 83 % de critiques positives, avec une note moyenne de 6,9/10 et sur la base de 75 critiques collectées, sur le site agrégateur de critiques Rotten Tomatoes.

### Box-office
Le film connait un grand succès commercial, rapportant environ 186 270 000 $ au box-office mondial, dont 76 270 000 $ en Amérique du Nord, pour un budget de 25 000 000 $. En France, il a totalisé 2 459 380 entrées.

## Distinctions
Source : Internet Movie Database

### Récompenses
- National Board of Review 1987 : meilleur acteur dans un second rôle pour Sean Connery
- ASCAP Film and Television Music Awards 1988 : Top Box Office Films pour Ennio Morricone
- Oscars 1988 : meilleur acteur dans un second rôle pour Sean Connery
- Golden Globes 1988 : meilleur acteur dans un second rôle pour Sean Connery
- BAFTA Awards 1988 : meilleure musique de film pour Ennio Morricone
- Blue Ribbon Awards 1988 : meilleur film en langue étrangère
- Grammy Awards 1988 : meilleur album écrit pour le cinéma ou la télévision pour Ennio Morricone
- Rubans d'argent 1988 : meilleure musique pour Ennio Morricone
- Kansas City Film Critics Circle Awards 1988 : meilleur acteur dans un second rôle pour Sean Connery
- London Film Critics Circle Awards 1988 : acteur de l'année pour Sean Connery (ex æquo avec Gary Oldman pour Prick Up Your Ears)

### Nominations
- New York Film Critics Circle Awards 1987 : meilleur acteur dans un second rôle pour Sean Connery (classé 2e)
- Oscars 1988 : meilleurs costumes pour Marilyn Vance, meilleure direction artistique pour Patrizia von Brandenstein, William A. Elliott et Hal Gausman et meilleure musique pour Ennio Morricone
- César 1988 : meilleur film étranger
- Golden Globes 1988 : meilleure musique de film pour Ennio Morricone
- American Society of Cinematographers Awards 1988 : meilleur directeur de la photographie pour Stephen H. Burum
- Awards of the Japanese Academy Awards 1988 : meilleur film en langue étrangère
- BAFTA Awards 1988 : meilleur acteur dans un second rôle pour Sean Connery, meilleurs costumes pour Marilyn Vance et meilleure direction artistique pour William A. Elliott
- Writers Guild of America Awards 1988 : meilleur scénario adapté pour David Mamet

## Commentaires